# District de Jarše
Le district de Jarše est l'un des 17 districts de la municipalité de Ljubljana.

## Histoire
Il doit son nom à l'ancien village de Jarše (Ljubljana) (en), qui est maintenant dans le district de Bežigrad

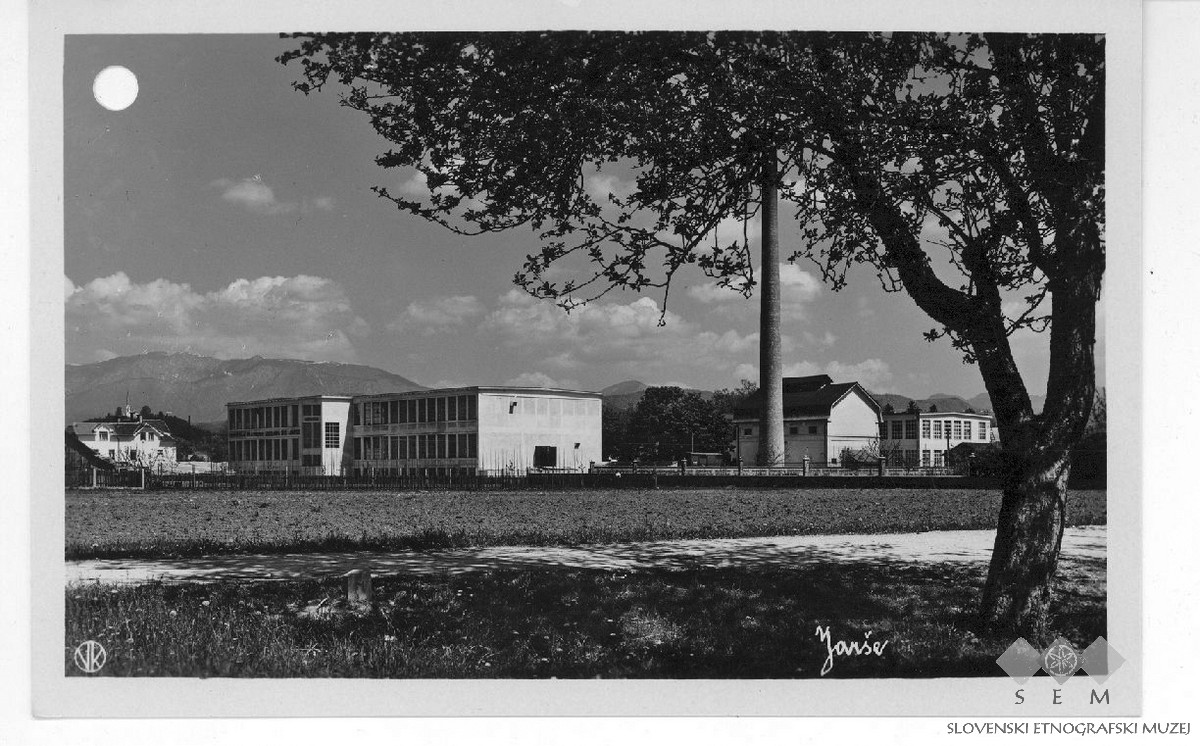
Entre 1928 et 1947
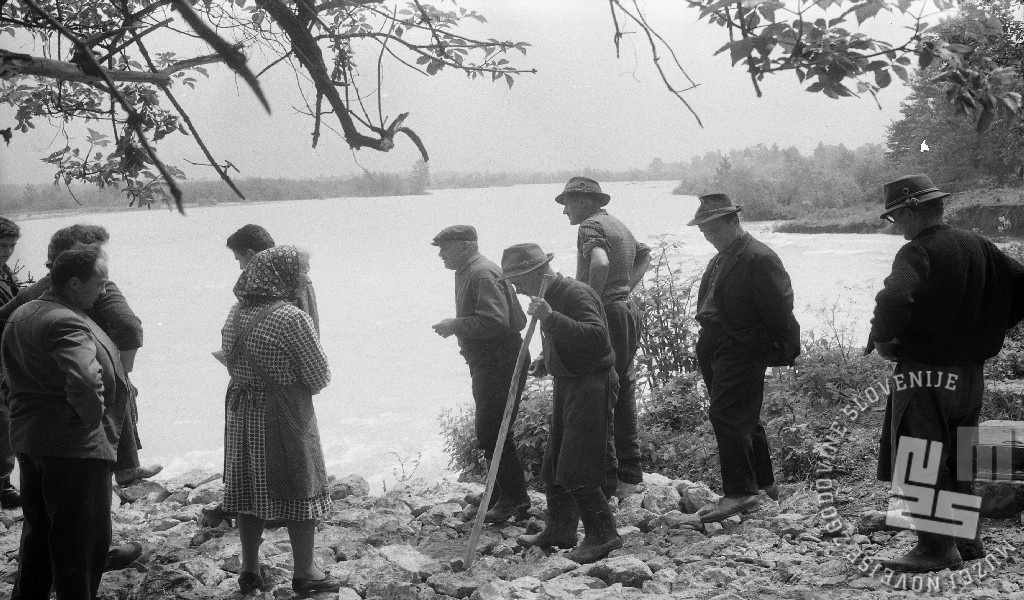
En 1965. Photo de Marjan Ciglič